# The Nine Stones

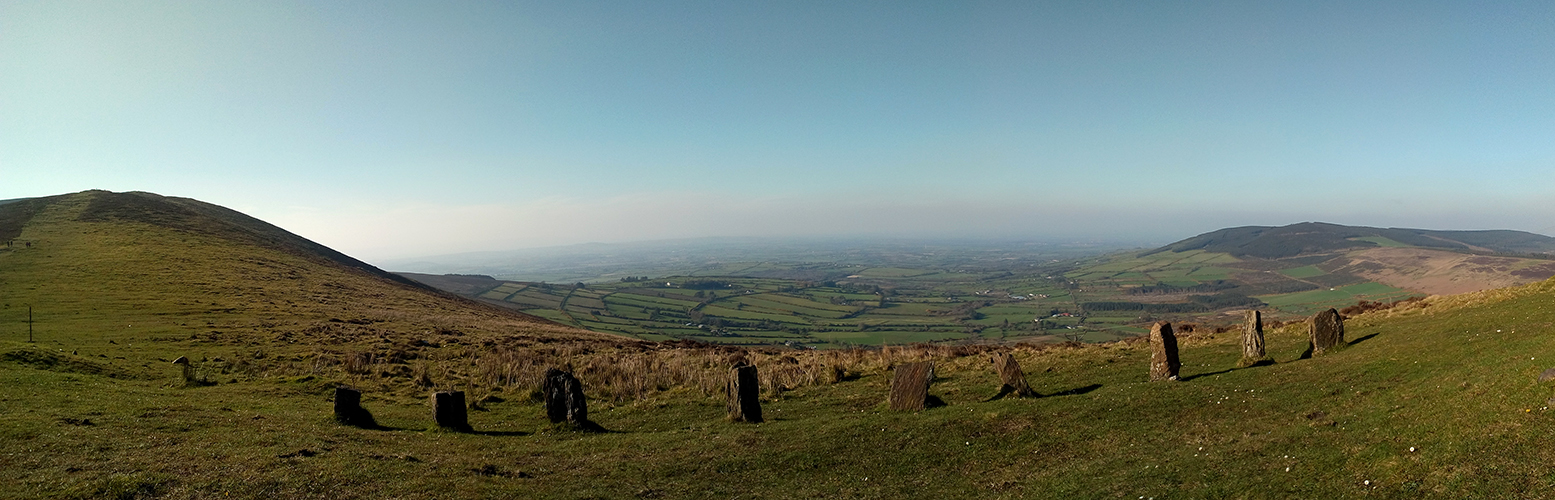
The Nine Stones

The Nine Stones (auch Coolasnaghta Stone Row genannt) ist eine Steinreihe im Townland Coolasnaghta, nordwestlich des Mount Leinster, südlich von Myshall im County Carlow in Irland.
Die etwa Nordwest-Südost orientierte Steinreihe ist niedrig. Der höchste Stein etwa 0,6 Meter hoch. Die an einem Hang stehenden Steine haben grobe Oberflächen. Das Alter der Reihe ist nicht festgestellt.
Es gibt verschiedene Legenden um diese Steinreihe. Sie soll die Begräbnisstätte von neun Häuptlingen, neun Hirten oder neun Rebellen sein, die im Jahre 1798 getötet wurden.
Im Townland befindet sich auch ein kleiner Fels mit Cup-and-Ring-Markierungen.